# Селиков, Артемий Степанович
Артемий Степанович Селиков (Силиков) (1873—?) — Георгиевский кавалер, полковник артиллерии Русской императорской армии.
Потомственный дворянин армянского происхождения. Родился 29 ноября 1873 года[по какому календарю?]. Его отец, Степан Артемьевич Селиков (Степан Арутюнович Силикян — из удинов) вышел в отставку 9 ноября 1896 года в звании генерал-майора; мать, Людмила Александровна, была дочерью барона Дельвига. В семье было семь детей: пятеро сыновей — Виктор (31.01.1865 — после 1923), Александр (17.10.1866 — 12.04.1910), Николай (01.12.1868 — 18.11. 1904), Артемий, Владимир (21.02.1877 — 12.1904) и двух дочерей — Маргарита (в замужестве Романус; 21.03.1862 — ?) и Елена (05.02.1871 — ?).
Окончил Тифлисский кадетский корпус и Павловское военное училище. Офицерское звание получил в 1894 году.
Участвовал в Первой мировой войне: подполковник 31-й артиллерийской бригады, командир 6-й батареи. Был ранен в декабре 1914 года, "6 января 1915 года награждён орденом Св. Георгия IV класса, в марте — орденом Св. Владимира 4-й степени с мечами и бантом, 20 ноября — Георгиевским оружием; с 30 ноября 1915 года — полковник. В мае 1916 года по болезни был уволен в резерв чинов Петроградского военного округа и в августе назначен командиром 10-го мортирного артдивизиона. В июне 1917 года награждён орденом Св. Владимира 2-й степени.
В Гражданскую войну А. С. Селиков был сначала начальником инспекторского отделения штаба Добровольческой армии, затем находился в управлении начальника бронепоездных дивизионов, а с сентября 1919 года командовал 4-м бронепоездным дивизионом.
В марте 1920 года Семья Селиковых была эвакуирована из Новороссийска в лагерь «Тузла» в Греции около Кавалы, оттуда — на о. Лемнос. В 1921 году Селиковы перебрались в Константинополь, в 1922 году — в Софию, затем — в Югославию; после 1945 года жили в США.